# Giuseppe Volpi
Giuseppe Volpi (ur. 19 listopada 1877 w Wenecji, zm. 16 listopada 1947 roku w Rzymie) – włoski przedsiębiorca i polityk faszystowski. W latach 1921–1925 był gubernatorem Trypolitanii. Następnie pełnił urząd ministra finansów i prezesa Confindustrii. Był przeciwnikiem Quota 90. W 1932 roku założył Międzynarodowy Festiwal Filmowy w Wenecji.